# Allison Forever
Pour les articles homonymes, voir Get Over It.
Pour plus de détails, voir Fiche technique et Distribution.
Allison Forever (Get Over It) est un film américain réalisé par Tommy O'Haver, sorti en 2001. Le film fut doublé, au Québec, sous le titre Songe d'une nuit d'ados faisant ainsi référence à la pièce Le Songe d'une nuit d'été (par William Shakespeare) qui est jouée par les protagonistes principaux du film.

## Synopsis
Berke Landers est la vedette de l'équipe de basket-ball de son école. En dernière année de lycée, il rêve à son avenir. Cependant, sa petite amie Allison, son amour de toujours, vient bousculer tous ses plans en rompant avec lui. Berke tente alors par tous les moyens de reconquérir celle qu'il aime, allant jusqu'à abandonner le basket et de s'inscrire dans la même troupe de théâtre shakespearien qu'elle. Mais dans ce processus, il va réaliser que Kelly, la petite sœur de son meilleur ami, n'est plus une petite fille...

## Fiche technique
- Titre : Allison Forever
- Titre québécois : Songe d'une nuit d'ados
- Titre original : Get Over It
- Réalisation : Tommy O'Haver
- Scénario : R. Lee Fleming Jr.
- Photographie : Maryse Alberti
- Montage : Jeff Betancourt
- Musique : Steve Bartek
- Direction artistique : Robin Standefer
- Décors : Wayne Jacques
- Costumes : Mary Jane Fort
- Producteur : Michael Burns, Marc Butan
- Société de production : Miramax, Ignite Entertainment (en), Keshan, Morpheus
- Budget : 10 000 000 $
- Pays de production :  États-Unis
- Langue : Anglais
- Format : Couleur - 35 mm - 2.35 : 1 - Son : DTS | Dolby Digital | SDDS
- Genre : Comédie romantique
- Durée : 87 minutes
- Dates de sortie : 
  - États-Unis : 9 mars 2001
  - Royaume-Uni : 8 juin 2001
  - Allemagne : 23 août 2001
  - Italie : 26 juillet 2002

## Distribution
- Ben Foster (VF : Alexandre Gillet ; VQ : Martin Watier) : Berke Landers
- Kirsten Dunst (VF : Marie-Eugénie Maréchal ; VQ : Aline Pinsonneault) : Kelly Woods
- Melissa Sagemiller (VF : Laura Blanc ; VQ : Nadia Paradis) : Allison McAllister
- Shane West (VF : Axel Kiener ; VQ : Joël Legendre) : Bentley « Striker » Scrumfeld
- Colin Hanks (VF : Emmanuel Garijo ; VQ : Benoît Ethier) : Felix Woods
- Sisqó (VF : Lucien Jean-Baptiste ; VQ : Patrice Dubois) : Dennis Wallace
- Martin Short (VF : Bertrand Liebert ; VQ : Jacques Lavallée) : Dr Desmond Forrest Oates
- Swoosie Kurtz (VF : Marie-Martine (actrice) ; VQ : Johanne Garneau) : Beverly Landers
- Ed Begley, Jr. (VF : Jean-Pierre Leroux ; VQ : Benoît Rousseau) : Frank Landers
- Mila Kunis (VF : Valérie Siclay) : Basin
- Megan Fahlenbock : Shirin Kellysa
- Zoe Saldaña (VF : Barbara Beretta) : Maggie
- Jeanie Calleja : Jessica
- Christopher Jacot (en) (VF : Fabrice Josso) : Peter Wong
- Kylie Bax (en) (VF : Julie Turin) : Dora Lynn
- Dov Tiefenbach (en) : Little Steve
- Carmen Electra : Mistress Moira
- Vitamin C : elle-même
- Coolio : lui-même

Source et légende : Nouveau Forum Doublage Francophone 

## Distribution doublage du Québec
- Berke Landers : Martin Watier
- Kelly Woods : Aline Pinsonneault
- Allison McAllister : Nadia Paradis
- Bentley "Striker" Scrumfeld : Joël Legendre
- Felix Woods : Benoit Éthier
- Dennis Wallace : Patrice Dubois
- Dr Desmond Forrest Oates : Jacques Lavallée
- Beverly Landers : Johanne Garneau
- Frank Landers : Benoît Rousseau